# Swietenia humilis
A Swietenia humilis é uma espécie de árvore da família Meliaceae. É uma das três espécies do gênero Swietenia, todas as três são consideradas "mogno genuíno". Aos 6 metros (20 pés) é um quinto da altura de S. mahagoni e um sexto da altura de S. macrophylla. Seu nome de espécie, "humilis", significa "pequeno" ou "anão".
Os nomes comuns incluem mogno da Costa do Pacífico, Caoba del Pacifico, Caoba del Honduras, caobilla, cobano, gateado, sopilocuahuilt, venadillo e zapaton. No comércio de madeira é conhecido como mogno de Honduras e mogno mexicano.
A árvore tem sido excessivamente explorada por sua madeira, que é valiosa para a fabricação de móveis. A planta também é de interesse como uma fonte possivelmente comercial de óleo de semente e compostos farmacologicamente ativos.